# 下曾根出羽守
下曾根 出羽守（しもそね でわのかみ）は、戦国時代の武将。甲斐武田家の家臣。

## 生涯
下曽根家は武田信重の子・賢信を祖とする武田家庶流の一門である。諱は信照（のぶてる）か。
武田信虎の時代から仕えた武田家の重臣で、永正17年（1520年）の都塚の戦い、今諏訪の戦いでは曽根昌長と共に信虎軍の大将として活動し、武功を挙げて勝利に貢献している。
天文9年（1540年）5月19日付で下曾根源六郎（下曾根浄喜）により高野山成慶院で供養が行われており、信虎期までに死去した事は明らかである。下曾根実際寺の位牌に没日が廿日とあるため、某年の20日に死去したらしい。この位牌には中務大輔ともあり、官途であると思われる。